# Königstor (Berlijn)

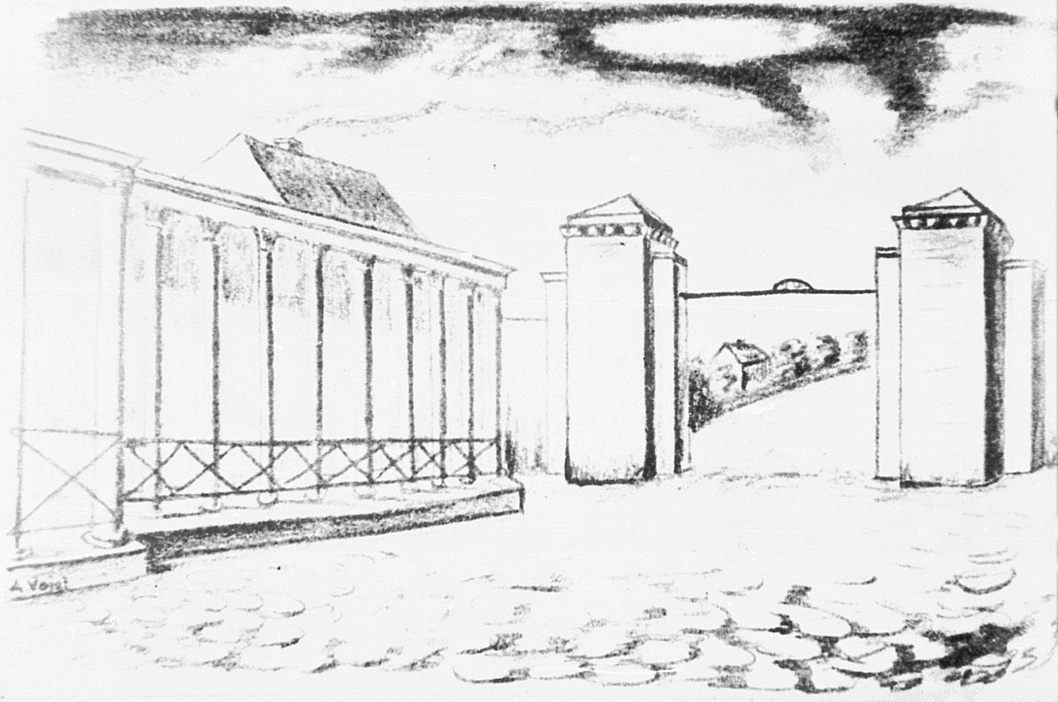
De Königstor in 1809

De Königstor was de naam  van twee Berlijnse stadpoorten: een poort van de Berlijnse vesting, die bij het begin van de 18e eeuw gebouwd werd tegen de middeleeuwse stadsmuren, en een poort uit de 19e eeuw als onderdeel van de Berlijnse tolmuur.
De poort van de Berlijnse stadsmuren heette vroeger "Oderberger Tor" en werd vervolgens wegens haar ligging bij de Georgenkirche "Georgentor" genoemd. De poort bevond zich ongeveer op de plaats van de huidige Alexanderplatz. Toen Friedrich I in 1701 na zijn kroning tot eerste koning van Pruisen langs deze poort Berlijn binnentrok, werd de poort omgedoopt tot Königstor en werd de Georgenvorstadt Königsvorstadt genoemd. In de jaren 1734-1736 werd een nieuwe tol- of accijnsmuur gebouwd, die nu ook de Berlijnse voorsteden omvatte. De oude Königstor stond toen in de weg en werd in 1746 afgebroken.
De nieuwe poort van de tolmuur aan de Alexanderplatz heette oorspronkelijk Bernauisches Thor, omdat ze aan de Bernauer Landstraße (van Weißensee naar Bernau) lag, ongeveer op de plaats waar thans de Otto-Braun-Straße, Prenzlauer Berg, Greifswalder Straße, Am Friedrichshain  en Friedenstraße bij elkaar komen aan de grens van de districten Friedrichshain-Kreuzberg, Mitte en Pankow.
In december 1809 keerden de Pruisische koning Frederik Willem III en zijn echtgenote Luise langs de Bernauer Tor van Koningsbergen in Oost-Pruisen terug naar Berlijn, nadat zij waren gevlucht voor Napoleon. De poort en de Bernauer Landstraße werden vervolgens in 1810 Königstor en Neue Königsstraße genoemd. Tussen 1866 en 1869 werden echter ook de poorten van de tolmuur afgebroken. Alleen de Brandenburger Tor bleef staan en ook de tweede Königstor werd afgebroken.